# Jarabá
Jarabá es un municipio del distrito de Brezno en la región de Banská Bystrica, Eslovaquia, con una población estimada a final del año 2024 de 36 habitantes.
Se encuentra ubicado al noreste de la región, cerca del curso alto del río Hron —un afluente izquierdo del Danubio— y de la frontera con las regiones de Žilina y Prešov.

## Demografía
| Año        | 1994 | 2004     | 2014    | 2024     |
| ---------- | ---- | -------- | ------- | -------- |
| Población  | 36   | 48       | 42      | 36       |
| Diferencia |      | +33,33 % | −12,5 % | −14,28 % |

| Año        | 2023 | 2024    |
| ---------- | ---- | ------- |
| Población  | 35   | 36      |
| Diferencia |      | +2,85 % |